# Nansenia candida
Nansenia candida är en fiskart som beskrevs av Cohen, 1958. Nansenia candida ingår i släktet Nansenia och familjen Microstomatidae. Inga underarter finns listade i Catalogue of Life.